# Arrel mestra

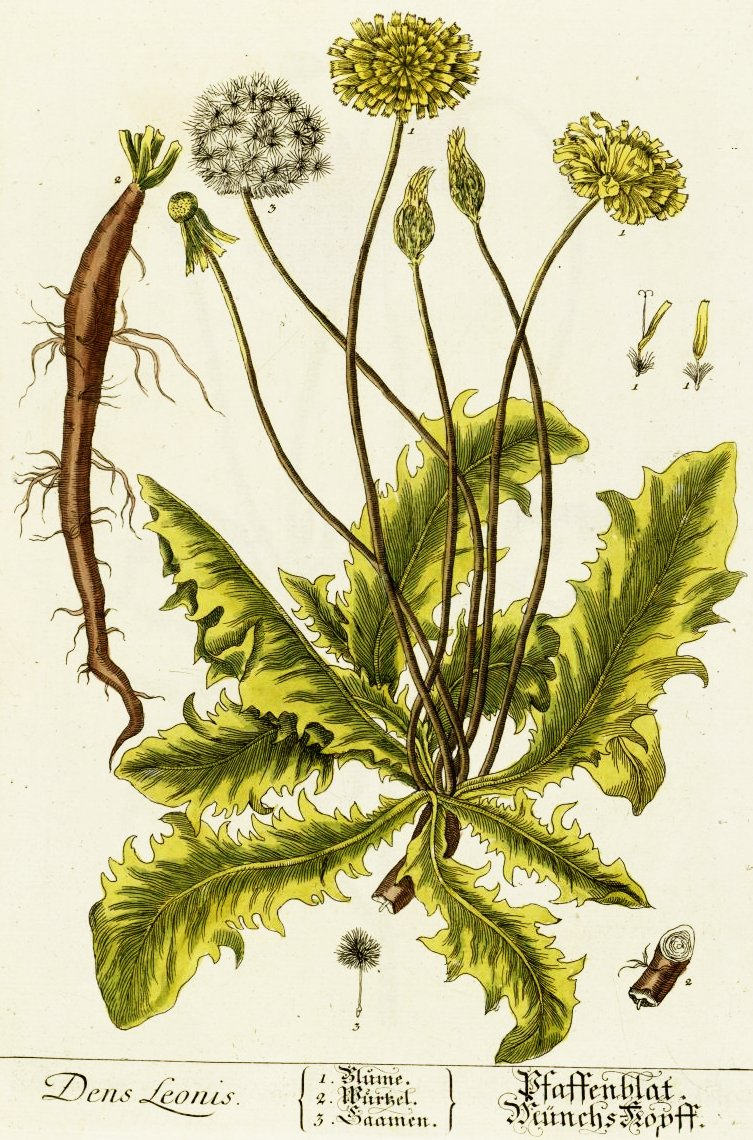
Arrel mestra de pixallits (Taraxacum).

L'arrel mestra, arrel principal o clàvia d'una planta és l'arrel que creix verticalment cap avall. Forma un centre del qual poden brotar unes altres arrels. Arrels mestres típiques són l'arrel cònica, l'arrel fusiforme (en forma de fus) i l'arrel napiforme (com la del nap). Algunes plantes amb arrel mestra són la pastanaga, cards, pixallits, Pueraria lobata, pastinaca, rave, nap o Welwitschia mirabilis.
Les plantes amb arrels mestres són difícils de trasplantar. Un sistema d'arrel mestra contrasta amb un sistema d'arrels fibril·lars, les quals tenen un entramat amb nombroses arrels. La majoria dels arbres comencen la seva vida amb una arrel principal, passant després al cap d'uns anys a un sistema d'arrels fibroses que s'estenen principalment en amplada. Moltes arrels mestres es converteixen en òrgans de reserva de la planta.

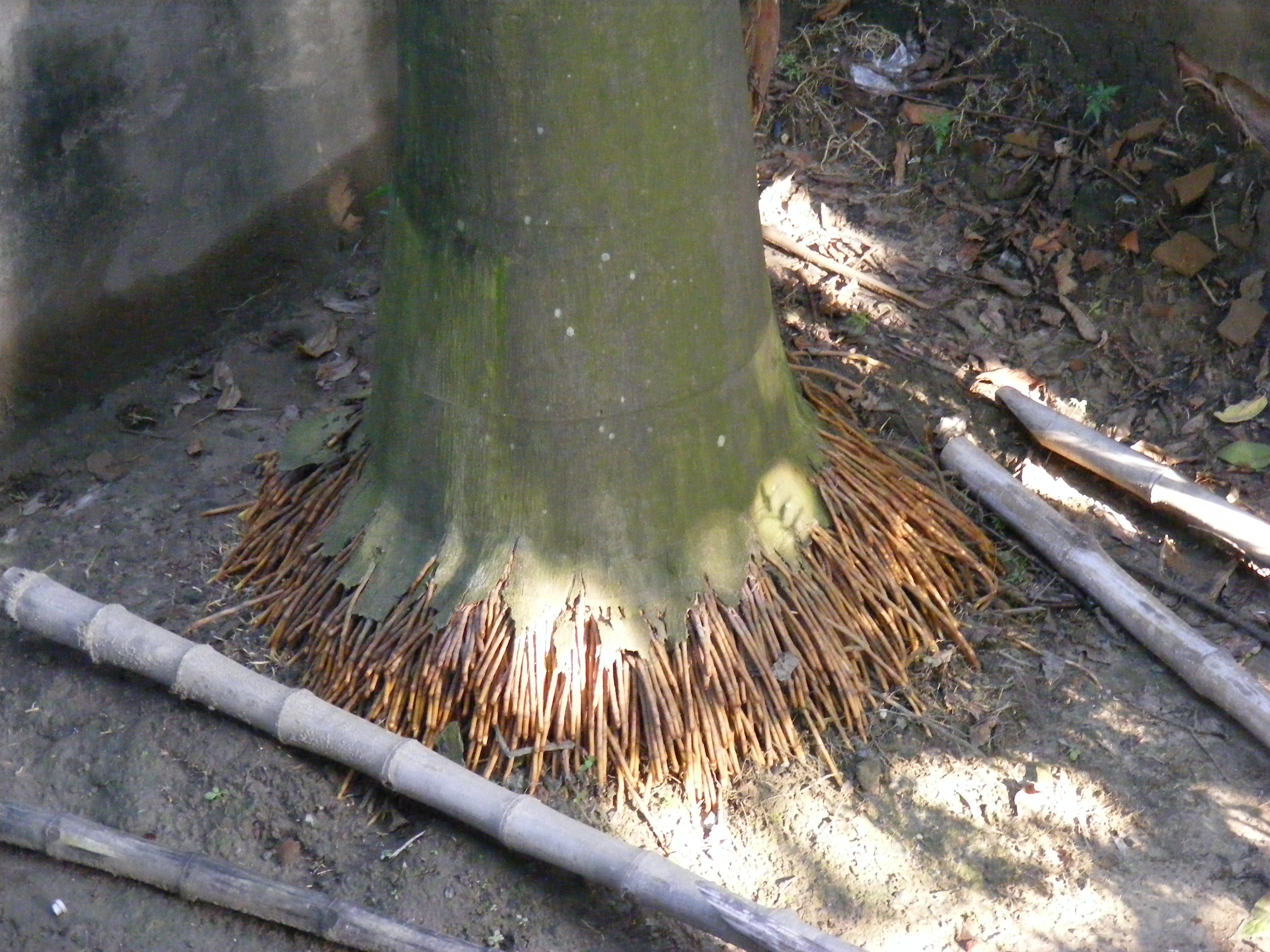
Arrels fibroses d'una palmera
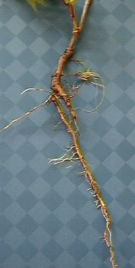
Una arrel mestra